# 公害病
公害病（こうがいびょう）は、人間の産業活動により排出される有害物質により引き起こされる健康被害である。

## 概要
人体に有害な物質が、水（地下水や河川水）、空気中の浮遊物、ガス、食物などを通じ摂取されることによって、引き起こされる。狭義には、環境基本法に定義される公害が原因となる。大気汚染が原因のぜんそく、水質汚濁が原因の有機水銀中毒やカドミウム中毒、大気や川のヒ素汚染による慢性ヒ素中毒などがあげられる。近年は広義で、シックハウスが原因の揮発性有機化合物等の吸引によるアトピーやアレルギーや、原子力発電所からの放射能汚染による人的被害も、公害病と呼ばれることがある。

## 四大公害病
日本の高度経済成長期、つまり1950年代後半から1970年代に、公害により住民へ大きな被害が発生した。このうち被害の大きいものを「四大公害病」という。 
四大公害病は、第二次大戦後に発生した公害病を指す呼称であるため、同様に重大な健康被害を多数の住民に出した川崎公害（川崎喘息）など、昭和の戦前期から戦後期にかけての公害病は含まない。
水俣病
1953年（昭和28年）頃から1960年（昭和35年）にかけて熊本県水俣湾で発生した病気。付近の工場廃液にふくまれる有機水銀（メチル水銀）による水質汚染や底質汚染を原因とし、魚類の食物連鎖を通じて人の健康被害が生じた。手足や口のしびれる症状が出て、死亡する人もいた。裁判の結果、廃液を流していた会社から賠償金の支払いと、国に対しても被害者認定の遅れを認めることになった。
最終的に認定された患者数は、2200人以上に及んだ。
第二水俣病（阿賀野川水銀中毒）（新潟水俣病）
1965年（昭和40年）頃から新潟県阿賀野川流域で発生した病気。熊本県水俣と同じく、有機水銀（メチル水銀）による水質汚染や底質汚染を原因とし、魚類の食物連鎖を通じて人の健康被害が生じた。
最終的に認定された患者数は700人に及んだ。　
四日市ぜんそく（四日市公害）
1959年（昭和34年）から1972年（昭和47年）頃までの高度経済成長期に三重県四日市市を中心とした地域で発生した都市公害。主に亜硫酸ガスによる大気汚染を原因とする。 多くの人が気管支炎やぜんそく、肝障害を起こし、死者も出た。
同じような公害は、川崎市や尼崎市などいくつかの工業地帯でも発生している。
最終的に確認された患者数は1700人に及んだ。
イタイイタイ病
1910年代から1970年代前半に富山県神通川流域で発生した病気。子供を出産した女性に多く発症し、手足の骨がもろくなり、激しい痛みが伴うので、イタイイタイ病と名が付けられた。 カドミウムによる水質汚染を原因として、米などを通じて人々の骨に対し被害を及ぼした。
最終的に確認された患者数は190人に及んだ。2025年3月に要観察者が死去したことにより、存命の被害者は存在しない。

## その他の公害病
光化学スモッグによる健康被害
工場や自動車から大気中に排出された窒素酸化物や揮発性有機化合物（VOC）が、紫外線で光化学反応を起こし、光化学オキシダントが発生する。この光化学オキシダントが人の目や呼吸器などを刺激して、健康被害が発生する。
アトピー
多くの有害物質が一般環境中に放出されており、複合的に症状が表れるとも考えられている。
土呂久砒素公害
砒素焼きをしていた宮崎県高千穂町の旧土呂久鉱山のまわりに慢性ヒ素中毒患者が発生した。1971年に告発され、環境庁も認定し、鉱業権をもった企業への裁判もあった。
川崎公害
神奈川県川崎市で発生した工場及び自動車の排ガスによる大気汚染の被害があった大規模公害。
西淀川公害訴訟
大阪市西淀川区の工場からの硫黄酸化物などの排出や自動車排気ガスの大気汚染による健康被害。1970年11月の段階で公害被害者認定患者は1055人に達し、西淀川区の住民の約100人に1人が公害病に認定される状況まで悪化した。この比率は当時、公害で悩まされていた四日市市や川崎市を大きく上回った。裁判は第1次訴訟から第4次訴訟にわたり延べ726人が原告となる日本最大の公害訴訟となった。
六価クロム事件
1970年代、江戸川区と江東区の日本化学工業で、従業員に肺がんや鼻中隔穿孔などの健康被害が多数発生した。